# Ludovico Carracci
Ludovico Carracci (Lodovico Carracci) (Bologna, 1555. április 21. – Bologna, 1619. november 13.) olasz festő, a bolognai iskola egyik alapítója.

## Élete
Kezdetben szülővárosában tanult Prospero Fontana műhelyében — mesterére erősen hatott Correggio munkássága. Ezután Firenzében Andrea del Sartónál képezte magát tovább, majd Parmában Antonio da Correggio, Velencében  pedig Jacopo Tintoretto, Tiziano és Paolo Veronese munkáit tanulmányozta — leginkább Correggio hatott rá.
Két unukafivérével (Annibale Carracci és Agostino Carracci) 1582-ben nyitotta meg Bolognában az Academia degli Incamminati festőiskolát (jelentése: helyes útra tértek) amely a stílusokat elegyítő bolognai irány kiindulópontjává vált.
1605 és 1609 között főleg Rómában és Piacenzában dolgozott, de a legtöbb képét előtte és utána is Bolognában festette.
Kiváló tanár és festő technikus volt; ő találta föl az olajképek alapozásához a vörös bólusz alapot, amit később például Anthony van Dyck is előszeretettel használt, és egyúttal a bóluszvörös szín névadójává vált.

## Munkássága
Igen termékeny művész volt, bár egy munkája sem versenyezhet az unokafivérei által festett Farnese-freskókkal.
Korai, szép munkái:
- Madonna Bargellini,
- Trónoló Madonna négy térdelő szenttel (1588, erősen Correggio hatása alatt) és
- a Madonna degli Salzi (Mária a holdsarlón állva, Szent Ferenc s Jeromostól imádva), továbbá
- Keresztelő János prédikációja (Bologna, képtár),
- Szent Ferenc látomása (Louvre).

Egyik fő munkája, az 1604–1605-ben festett színes freskósorozat: Jelenetek Szt. Benedek és Cecília életéből (Bolognában, a San Michele in Bosco kolostor folyosóján) tönkrement, és jóformán csak metszetekből ismeretes.
Piacenzában (1605–1609) festett munkái:
- Könyvet tartó és virágot szóró angyalok a dóm főoltára előtti íven és
- néhány oltárkép:
  - Mária sírbatétele (óriási kép, ma Parma-képtár).

1609 után visszatért Bolognába, ahol még 10 évig élés nagyszerű munkákat alkotott:
- Krisztus színváltozása nagy gesztusokkal és mozgalmasan — Bolognai Nemzeti Galéria (Pinacoteca Nazionale di Bologna)
- Krisztus mennybemenetele (Santa Cristina della Fondazza templom főoltára).

templom
Szeretetteljes gonddal kidolgozott kis képei:
- Pásztorok imádása,
- Krisztus körülmetéltetése (Bologna, Szent Bertalan-oratórium)
- a Paradicsom angyalglóriával (Bologna, Szent Pál-bazilika),
- a gyászoló Madonna az apostolokkal (Szent Péter-katedrális).

Ebben a templomban van utolsó munkája is (a szentélyfülke belső ívén): Angyali üdvözlet (óriási freskó).
További számos képet különféle képtárakban: őrzik:
- Pietà (Róma, Corsini-képtár)
- Szent Ferenc látomása,
- Pietà (München);
- Szent Ferenc koponyával, kereszttel és olvasóval;
- fekvő Vénusz Ámorral (Bécsi Szépművészeti Múzeum (Kunsthistorisches Museum),
- pestisbetegek vigasztalása a kórházban (Szépművészeti Múzeum, Pálffy-gyüjtemény.

Carracci vezető organizáló mester volt, stílusa nagy tudományos készültség és erős rajztanulmányok eredménye.
Készített néhány mesteri rézkarcot is (Madonna, Szent család).

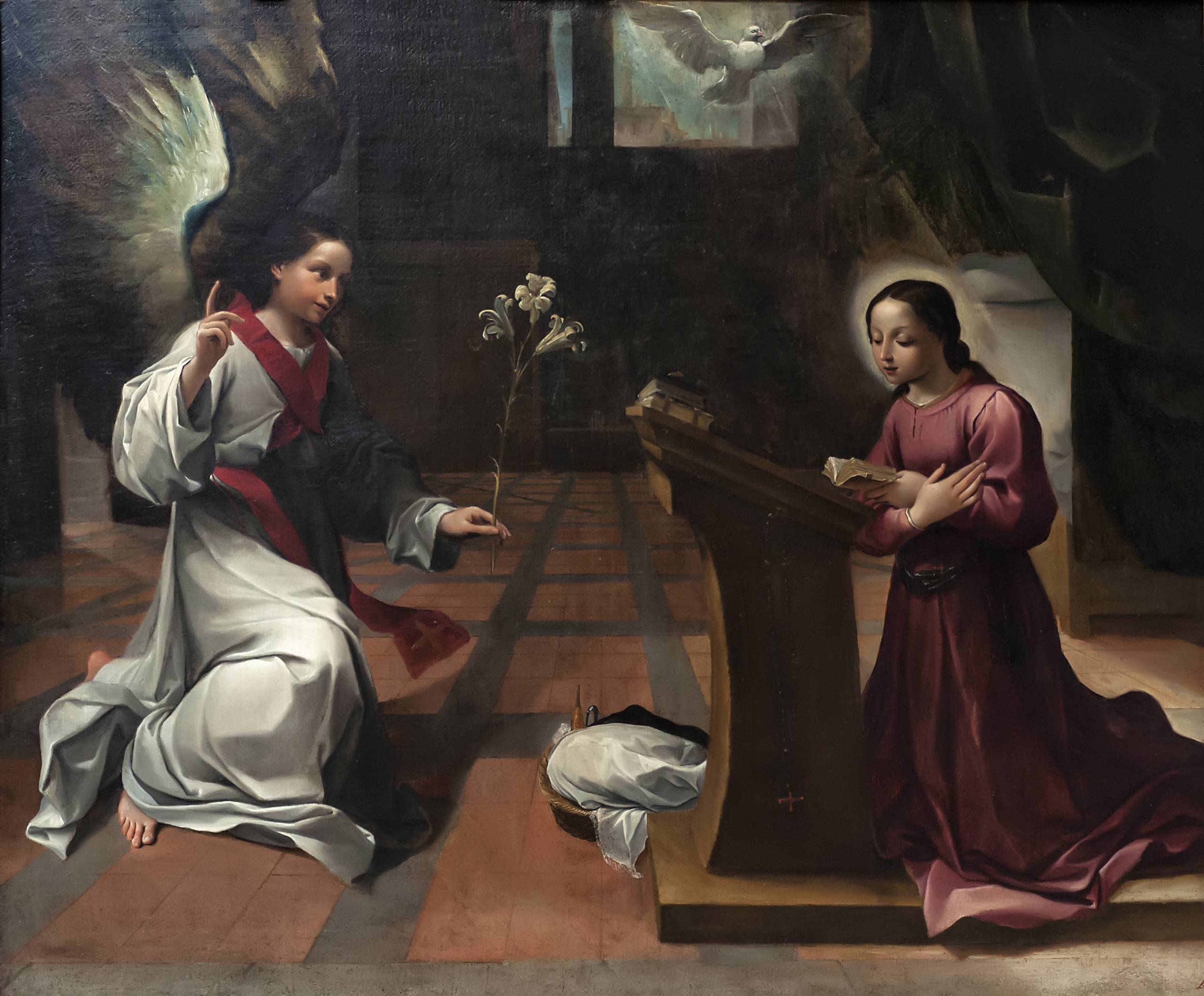
Az angyali üdvözlet, 1584, Pinacoteca Nazionale di Bologna
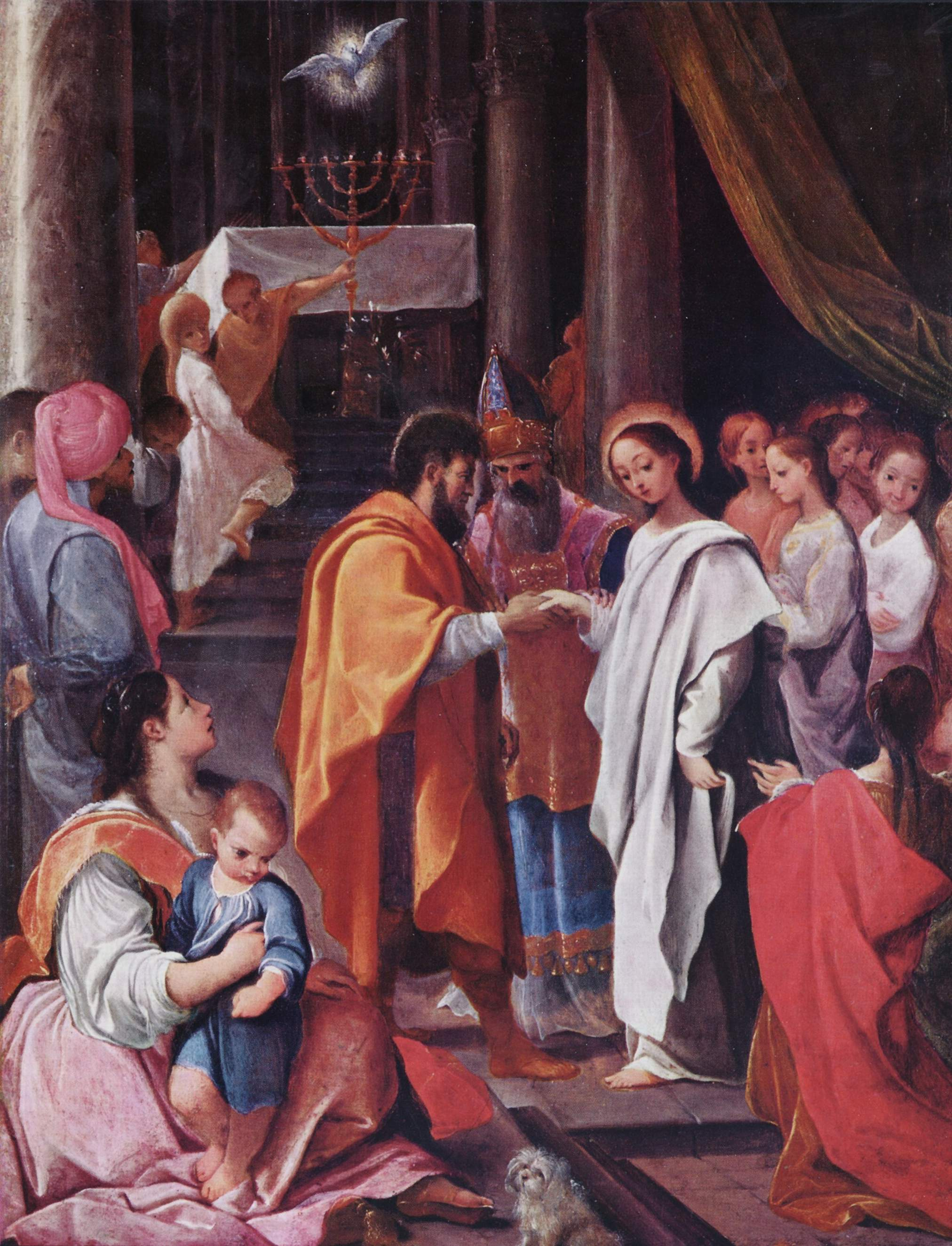
Szűzanya házassága (dátum ?), National Gallery, London
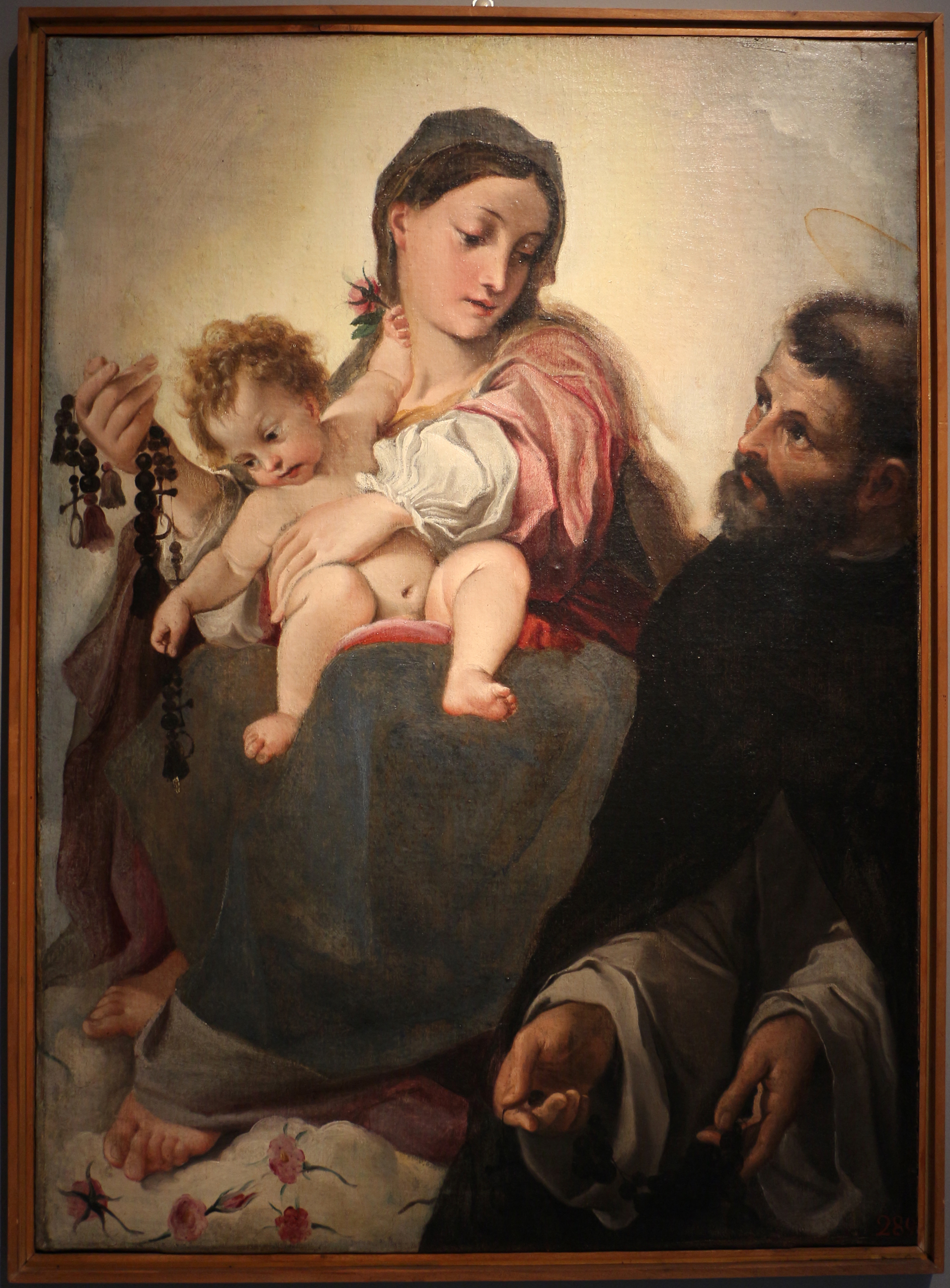
Rózsafüzér Madonna (dátum ?), Pinacoteca Nazionale di Bologna
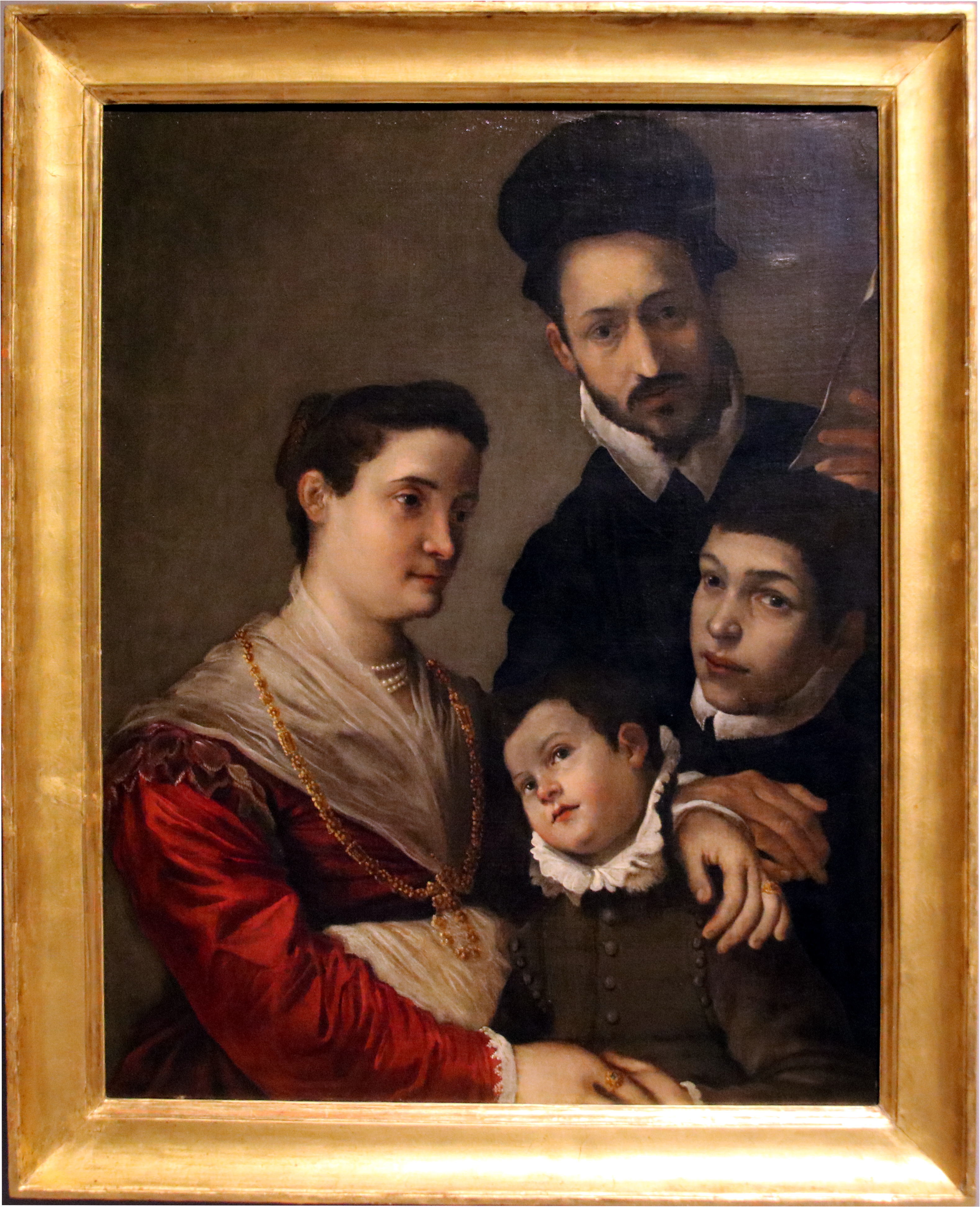
A Tacconi család , kb. 1590, Pinacoteca Nazionale di Bologna
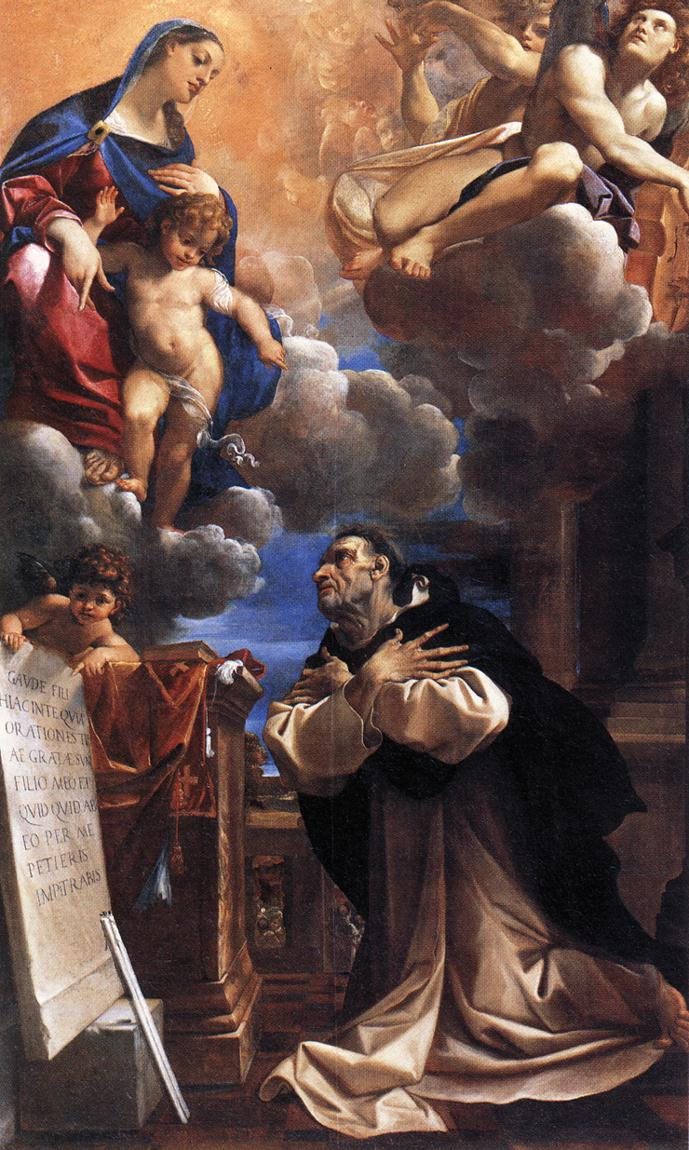
A Szűz megjelenik Szent Jácintnak, 1594, Louvre, Paris
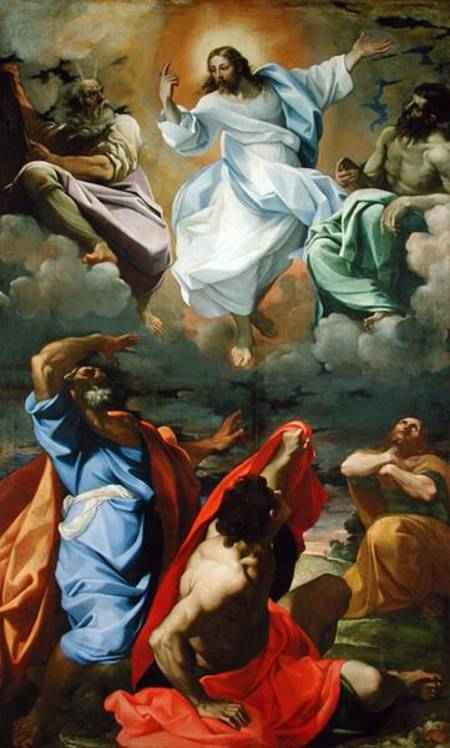
Krisztus színeváltozása, kb. 1695, Pinacoteca Nazionale di Bologna
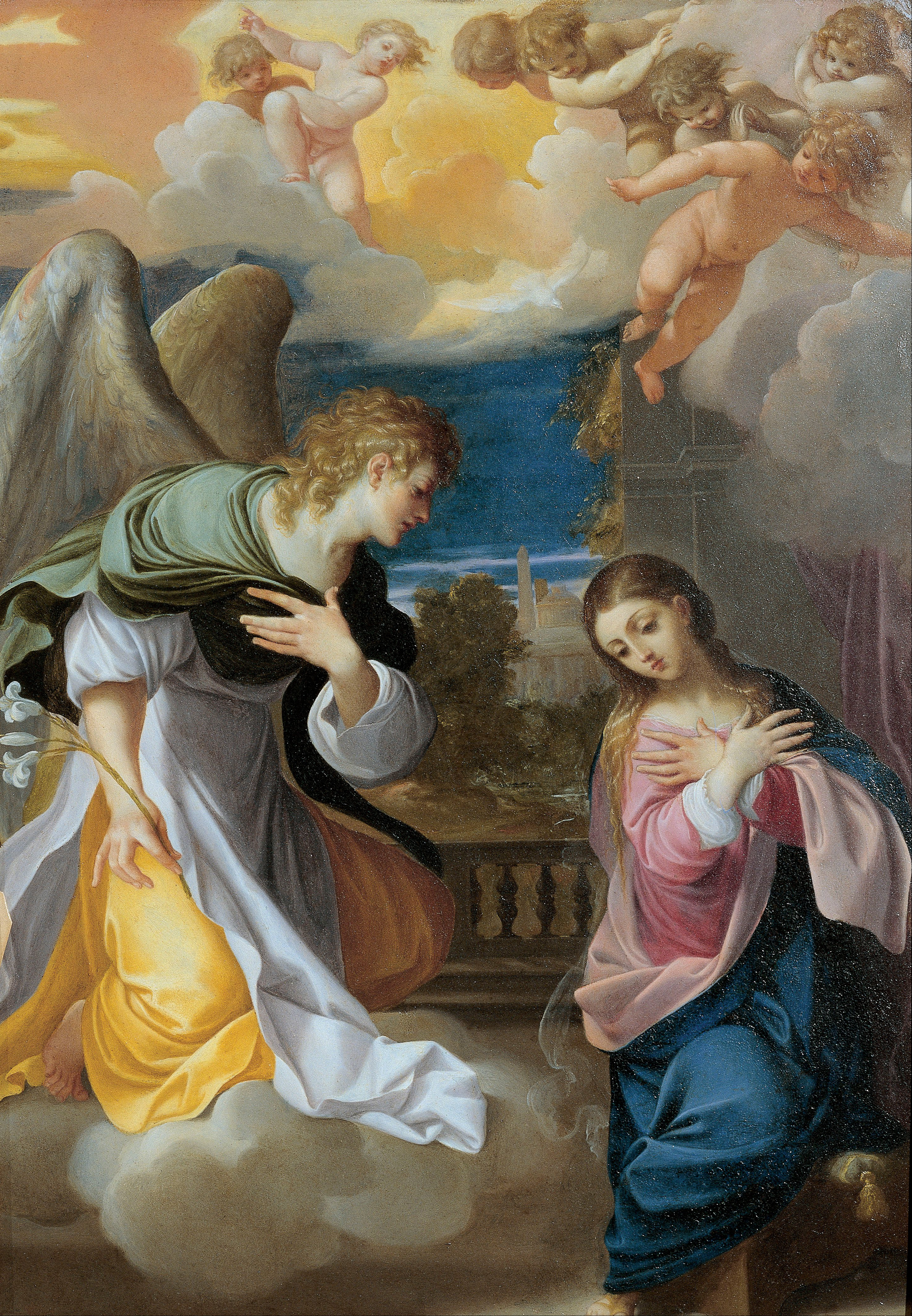
Angyali üdvözlet Máriának', 1603–1604, Musei di Strada Nuova, Genova
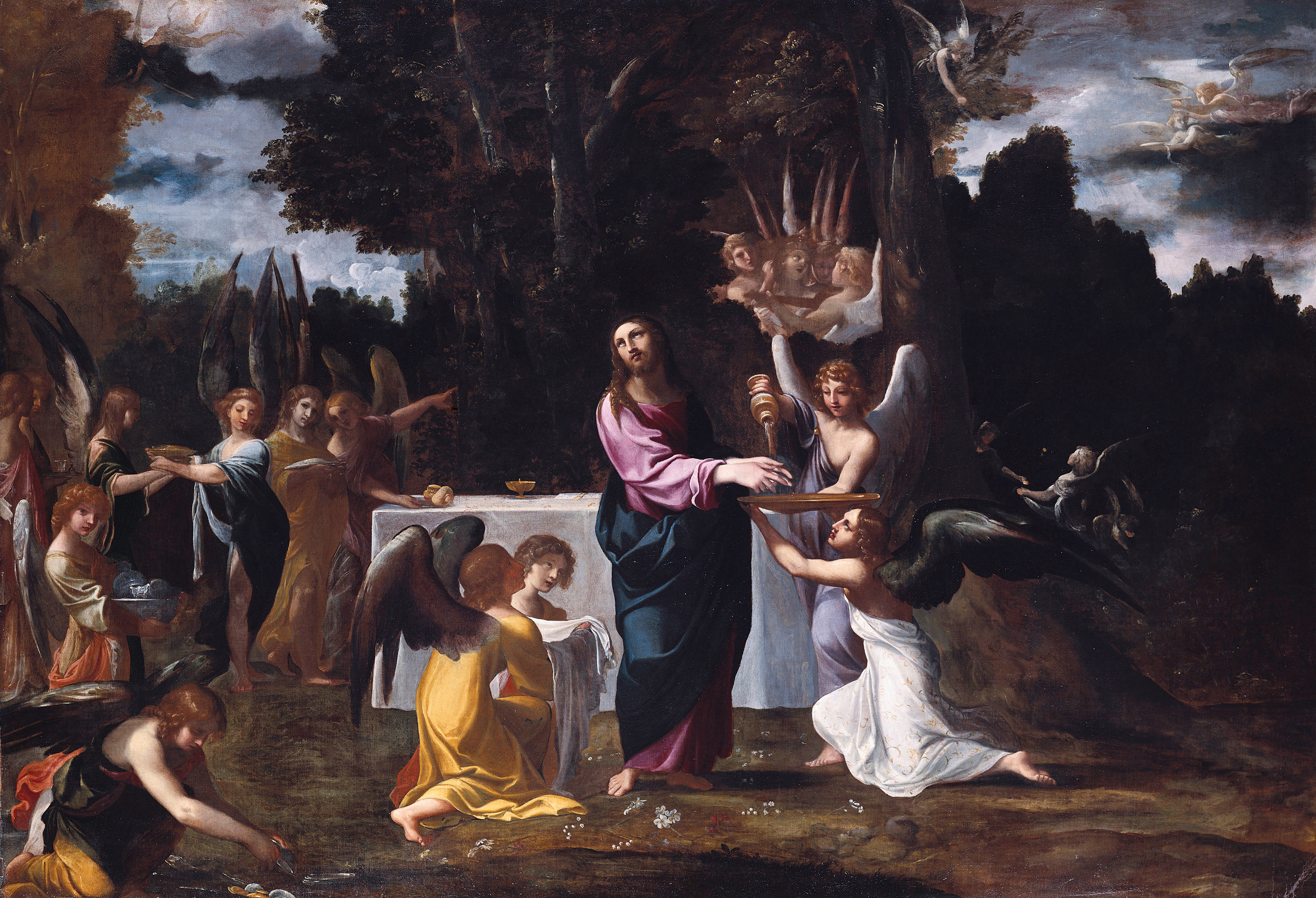
Jézus a pusztában angyalok szolgálatában, kb. 1608, Gemäldegalerie, Berlin
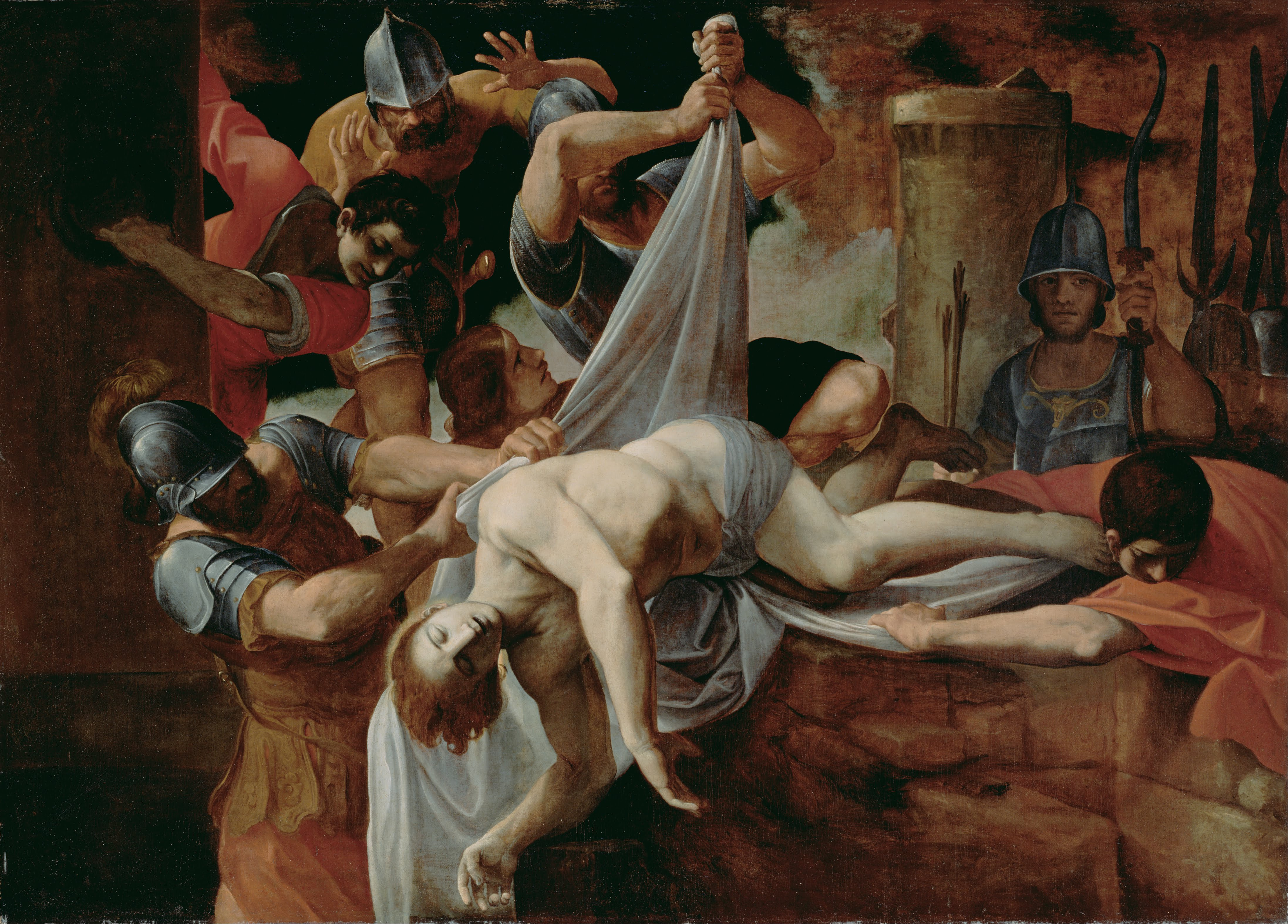
Szent Sebestyént bedobják a Cloaca Maximába, 1612, Getty Center, Los Angeles